# United States Army Air Corps
Das United States Army Air Corps (USAAC) war ein Vorläufer der heutigen United States Air Force. Es wurde am 2. Juli 1926 als Teil der United States Army gegründet und ist der direkte Vorgänger der United States Army Air Forces (USAAF), welche 1941 entstanden. Vor dem Air Corps war der United States Army Air Service, von 1918 bis 1926, existent. Auch wenn sie 1942 als Organisation abgeschafft wurde, blieb das Air Corps (AC) bis 1947 eine Untergliederung der US Army.
Das Air Corps wurde vom Kongress der Vereinigten Staaten als Kompromisslösung zwischen den Befürwortern einer organisatorisch selbstständigen Luftstreitkraft und hohen US Army-Kommandanten gegründet. Letztere sahen die Hauptaufgabe eher in der Unterstützung der Bodentruppen, als in einer unabhängig operierenden Truppe. Zwischen 1926 und 1941 versuchten seine Mitglieder immer wieder die Wichtigkeit eines unabhängigen Zweiges der Army deutlich zu machen (ähnlich den Signal Corps oder den Quartermaster Corps), da die Hauptaufgabe des USAAC zur damaligen Zeit eher in der Unterstützung der Bodentruppen, als in unabhängigen Einsätzen lag.
Während in den Führungsetagen immer noch über einen separaten Luftzweig gestritten wurde, schaltete die US Army am 1. Oktober 1935 das General Headquarters Air Force (GHQ Air Force) ein. Diese Befehlseinheit, welche schon 1924 gegründet wurde, aber bis 1933 inaktiv war, sollte die zentrale Kontrolle über die militärische Luftfahrt innerhalb der Vereinigten Staaten übernehmen. Bis zum 19. November 1940 stand das GHQ Air Force unter dem Befehl des Chief of Staff of the Army, danach wurde es dem Army General Headquarters (Army GHQ) untergeordnet. Da das Air Corps keine direkte Kontrolle über die eigenen Kampfeinheiten hatte (diese Aufgabe wurde vom GHQ Air Force erfüllt), kam es häufig zu Problemen bei der Auftragsverteilung, welche mit den Vorbereitungen auf den Zweiten Weltkrieg und der damit verbundenen Truppenaufstockung nur noch größer wurden. Diese Probleme wurden am 20. Juni 1941, mit der Gründung der Army Air Forces, gelöst, da Air Corps und GHQ Air Force (nun umbenannt in Air Force Combat Command) einer höheren Befehlsebene untergeordnet wurden.
Bis zum 9. März 1942 blieb das AC eine administrative Organisation und bis 1947 ein Zweig der Army. Der größte Teil des Personals, welches sich später bei den US Army Air Forces verpflichtete, waren Mitglieder des US Army Air Corps.

## Historischer Überblick
- Aeronautical Division, U.S. Signal Corps: 1. August 1907 – 18. Juli 1914
- Aviation Section, U.S. Signal Corps: 18. Juli 1914 – 20. Mai 1918
- Division of Military Aeronautics: 20. Mai 1918 – 24. Mai 1918
- United States Army Air Service: 24. Mai 1918 – 2. Juli 1926
- United States Army Air Corps: 2. Juli 1926 – 20. Juni 1941
- United States Army Air Forces: 20. Juni 1941 – 18. September 1947
- United States Air Force: 18. September 1947 – Gegenwart

## Die Gründung des Air Corps
1923 empfahl das Lassiter-Gremium, bestehend aus einer Gruppe von Stabsoffizieren, dem Kriegsministerium der Vereinigten Staaten, dass der Air Service von einer Gruppe von Einheiten ersetzt werden solle, die in Kriegszeiten und unter Kommando der Army General Headquarters die Möglichkeit hätte unabhängige Einsätze zu fliegen. Noch viel weiter mit seinen Forderungen ging das Repräsentantenhaus der Vereinigten Staaten in ihrem im Dezember 1925 veröffentlichten Bericht. Nach einer elfmonatigen Periode von Anhörungen schlug das Komitee eine vereinte, von Army und United States Navy unabhängige Luftwaffe vor, einschließlich eines Verteidigungsministeriums, welches diese drei Zweige koordinieren sollte.
Ein weiteres Gremium, mit Dwight Morrow als Vorsitzenden, hatte jedoch bereits nach zweieinhalb Monaten ein gegensätzliches Ergebnis zu präsentieren. Im September 1925 wurde er von Präsident Calvin Coolidge angeblich dazu ernannt die „besten Mittel zur Entwicklung und Anwendung der Luftwaffe in der nationalen Verteidigung“ zu untersuchen. Seine eigentliche Aufgabe bestand jedoch darin, die politischen Auswirkungen des bevorstehenden Militärgerichtsprozesses von Billy Mitchell möglichst gering zu halten, sowie dem Befund des Lampert-Komitees voraus zu kommen. Letzteres gelang auch und der Bericht des Morrow-Gremiums erschien zwei Wochen vor dem des Lampert-Komitees. Der Morrow-Bericht, im Einklang mit den Ansichten des Präsidenten, lehnte die Idee eines jeweils separaten Verteidigungs- und Luftwaffenministeriums ab, sprach sich jedoch für mehrere kleinere Reformen aus. Diese sollten zum Beispiel die Umbenennung von Air Service in Air Corps (um die Prestige zu erhöhen), die Erhöhung seiner (des AC) Repräsentation beim Generalstab und die Ernennung eines Assistant Secretary of War for Aviation umfassen. Außerdem sollte das Air Corps seine Insignien der „Prop and Wings“ (Propeller und Flügel) behalten, was letztendlich bis zu seiner Auflösung im Jahr 1947 der Fall war.
Der Kongress akzeptiere die Vorschläge des Morrow-Gremiums und verabschiedete den Air Corps Act (44 Stat. 780) am 2. Juli 1926. Der Name wurde von Air Service in Air Corps geändert, um die „Auffassung einer schlagkräftigen, militärischen Luftfahrt, weniger als Unterstützungstruppe, zu stärken.“ Das Gesetz schuf, zur Unterstützung der Militärpiloten, den zusätzlichen Posten des Assistant Secretary of War for Aviation und führte zur Gründung eines eigenen Luftwaffenbereichs in jeder Division des Generalstabs für die kommenden drei Jahre. Andere Festlegungen besagten, dass die Befehlsgewalt über die Flugeinheiten geschultes Personal innehaben sollte und dass die Bezahlung der Piloten fortgesetzt wird. Zwei zusätzliche Brigadegeneräle sollten als Assistenten des Leiters des Air Corps dienen, welcher General Mason Patrick, ehemaliger Chef des Air Service, wurde.
Die Position des Luftwaffenzweigs innerhalb des Kriegsministeriums blieb im Prinzip die gleiche wie vorher – die Flugeinheiten standen nicht unter der direkten operativen Kontrolle des Air Corps, sondern unter der der Bodeneinheiten. Die Aufgabe des AC bestand darin, für die Beschaffung und Bevorratung von Flugzeugen zu sorgen, die Stützpunkte zu unterhalten und sich um die Ausbildung zu kümmern. Selbst der neue Posten des Assistant Secretary of War for Aviationr, welche von 1926 bis 1932 von F. Trubee Davison besetzt war, half wenig um die Autonomie des Luftwaffenarmes zu fördern.
Im Zuge des Air Corps-Gesetz wurde ein fünfjähriges Expansionsprogramm eingeleitet. Jedoch konnte dies, aufgrund von Finanzierungsproblemen, nicht vor dem 1. Juli 1927 beginnen. Das Ziel sah eine Truppengröße von 1.800 Flugzeugen, 1.650 Offizieren und 15.000 Soldaten vor, was mit schrittweisen Erhöhungen innerhalb der nächsten fünf Jahre erreicht werden sollte. Doch selbst diese relativ bescheidene Truppenaufstockung sollte nicht erreicht werden. Grund dafür waren die nicht bewilligten Gelder, sowie der Beginn der Weltwirtschaftskrise, die neben Lohnkürzungen auch Versäumnisse in der Modernisierung mit sich brachte. Trotz allem konnte das Air Corps von vormals sieben (im Air Service) auf 15 Gruppen vergrößert werden.
| Gruppe                  | Stationiert in                 | Datum der Gründung | Flugzeugtyp |
| ----------------------- | ------------------------------ | ------------------ | ----------- |
| 18th Pursuit Group      | Wheeler Field, Hawaii          | 20. Januar 1927    | PW-9        |
| 7th Bombardment Group   | Rockwell Field, Kalifornien    | 1. Juni 1928       | LB-7, B-3A  |
| 12th Observation Group¹ | Brooks Field, Texas            | 1. Oktober 1930    | O-19        |
| 20th Pursuit Group      | Mather Field, Kalifornien      | 15. November 1930  | P-12        |
| 8th Pursuit Group       | Langley Field, Virginia        | 1. April 1931      | P-6         |
| 17th Pursuit Group²     | March Field, Kalifornien       | 1. Juli 1931       | P-12        |
| 19th Bomb Group         | Rockwell Field, Kalifornien    | 24. Juni 1932      | B-10        |
| 16th Pursuit Group      | Albrook Air Force Base, Panama | 1. Dezember 1932   | P-12        |
| 10th Transport Group    | Patterson Field, Ohio          | 20. Mai 1937       | C-27 C-33   |

¹Aufgelöst am 20. Mai 1937
²Umbenannt in 17th Attack Group (1935), 17th Bomb Group (1939)
Js größer das Air Corps wurde, desto höher wurde auch die Befehlsebene, der sie Bericht erstatten mussten. Das 2. Geschwader (2nd Wing) wurde 1922 als Teil des Air Service eingeschaltet und 1929 in 2. Bombardementgeschwader (2nd Bombardment Wing) umbenannt. Im gleichen Jahr wurde auch das 1. Bombardementgeschwader (1st Bombardment Wing) aufgerüstet. Ein drittes Geschwader, zunächst noch 3. Bombardementgeschwader (3rd Bombardment Wing) genannt, wurde 1932 gegründet. Zu dieser Zeit wurde auch das 1. Bombergeschwader (1st Bomb Wing) in 1. Verfolgergeschwader (1st Pursuit Wing) umbenannt. Bis zu seiner Gründung im Jahr 1935 waren diese drei Geschwader die Basis des GHQ Air Force.

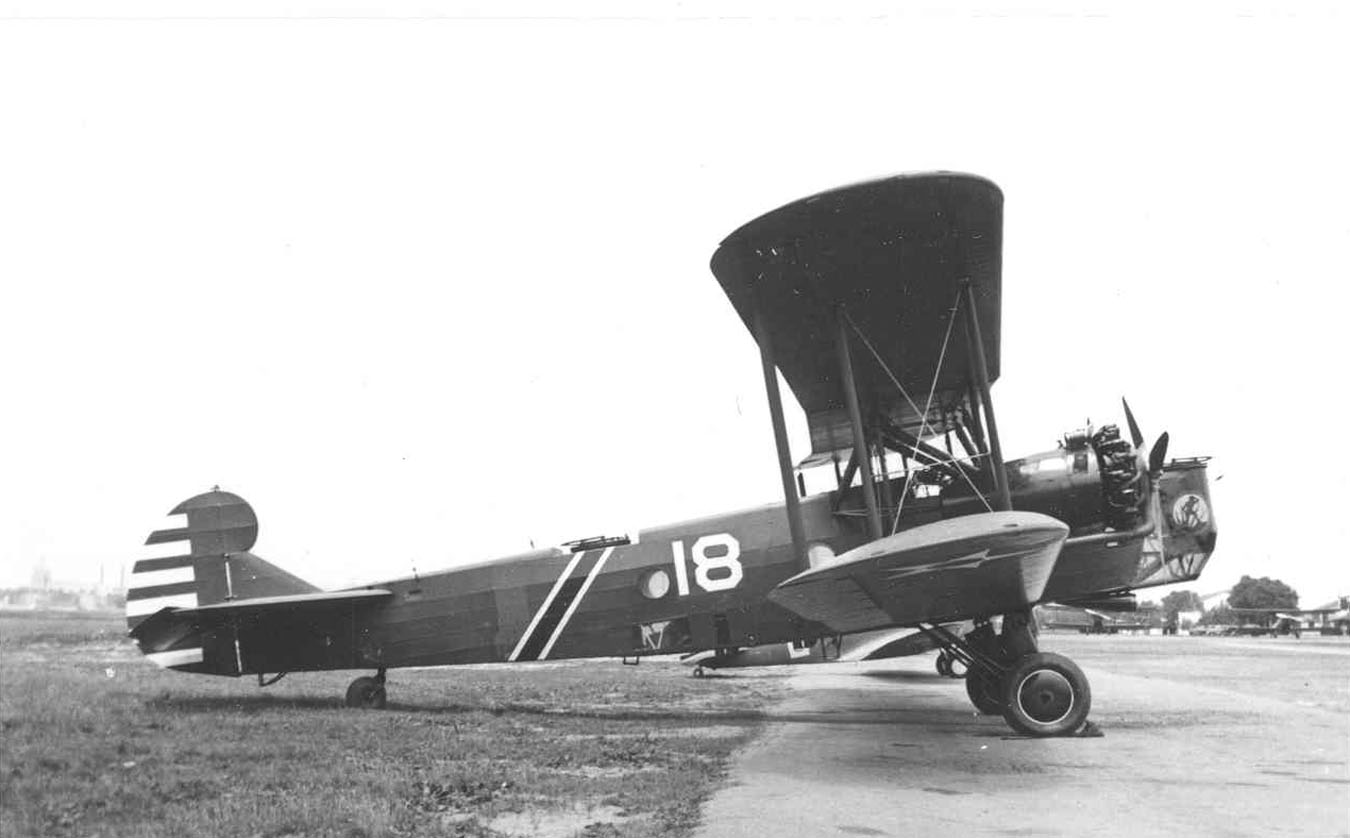
Ein B-6A des 1. Bombergeschwaders, 1935

Vor 1935 waren die häufigsten Modelle von Jägern Flugzeuge der Curtiss P-1- (1926–1930) und Boeing P-12- (1929–1935) Familien. Bei den an der Front operierenden Bombern waren es, vor der Einführung der komplett aus Metall bestehenden Eindeckers, vor allem sternmotorige Varianten des Keystone LB-6- (60 LB-5A, LB-6 und LB-7 Flugzeuge) und Keystone B-3-Designs (127 B-3A, B4A, B-5 und B-6A Flugzeuge). Zwischen 1927 und 1934 erfüllten vor allem die O-1/A-3 Falcons die Aufgaben, die der Generalstab als vorrangige Missionen des Air Corps sahen: Aufklärung und nahe Unterstützung.
In den ersten zehn Jahren des Air Corps hatten die Transportflugzeuge meist einen Trimotor, also ein mit drei Kolbenmaschinen angetriebenes Aggregat. So zum Beispiel die Atlantic-Fokker C-2 und die Ford C-3, welche im Air Corps nur in solch kleine Stückzahlen vertreten waren (insgesamt 66), dass oft nur ein Flugzeug pro Basis vorhanden war. Als dann ihre Anzahl und Brauchbarkeit immer weiter abnahmen, wurden sie durch eine Serie von 50 ein- und zweimotorigen Maschinen ersetzt, die dann vor allem für kleinere Transporte und Aufgaben der Belegschaft verwendet wurden. Die Flugübungen und das Pilotentraining fanden zwischen 1927 und 1937 in der Consolidated PT-3 und später in einer Stearman PT-13 statt.
1933 vergrößerte sich das Air Corps auf eine Stärke von 50 Staffeln: 21 Jäger-, 13 Aufklärungs-, 12 Bombardement- und vier Angriffsstaffeln. Im gleichen Jahr nahm auch das letzte Flugzeug mit offenem Cockpit seinen Dienst auf: die Boeing P-26. Sie schloss die Lücke zwischen Doppeldeckern und moderneren Flugzeugen.
Im Zuge des Air Mail Scandal, in dem der United States Postmaster General und die Chefs der großen Airlines verwickelt waren, wurde das Air Corps im Februar 1934 mit der Austragung von Post beauftragt. Aufgrund einer desaströsen Bilanz, die etliche Abstürze und Todesfälle beinhaltete, empfahl die Untersuchungskommission, die auf diese Geschehnisse folgte, Änderungen, die die Organisation des Corps und ihre Modernisierung betrafen. Dies brachte das Air Corps erneut ein Stück weiter in Richtung Autonomie und eventueller Separation von der Army. Die Kommission schlug daraufhin eine Streitkraft von 2.320 Flugzeugen vor, was im Juni 1936 vom Kongress bewilligt wurde. Jedoch wurden die Fördermittel für diese Expansion erst 1939, als die Wahrscheinlichkeit eines Krieges immer größer wurde, gewährt. Stattdessen schrumpfte 1936 die Truppengröße des Air Corps sogar, bis auf eine Anzahl von insgesamt 855 Flugzeugen. Dies war ein Jahr nachdem selbst das zuständige GHQ Air Force eine Größe von 980 Flugzeugen empfahl.

## Entwicklung und Gefechte

### Strategische Bombardements
Angesichts der geringen Überlebensfähigkeit der Bomber Keystone LB-6 und Martin NBS-1 empfahl Lt. Col. Hugh J. Knerr, Kommandant des 2. Bombardementgeschwaders in Langley Field, Virginia, die Einführung von zwei Typen von komplett aus Metall bestehenden Eindeckern. Laut Knerr sollte ein am Tage operierender Kurzstreckenbomber und ein Langstreckenbomber für Nachtmissionen angeschafft werden. Ausbilder der Air Corps Tactical School, und später auch in Langley, gingen mit diesem Konzept noch einen Schritt weiter und sprachen sich für leichte und schwere Modelle aus, wobei Letzterer ein großes Sortiment an Bomben geladen haben sollte.
Ab 1931 wuchs der Bedarf nach technischen Verbesserungen der eigenen Ausrüstung. Admiral William V. Pratt, zur damaligen Zeit der Chief of Naval Operations, hegte den Wunsch, dass die marine wie die landbasierte Luftwaffe zu einer flugzeugträgerbasierten Truppe zusammengeschlossen werde. Pratt erreichte daraufhin eine Abmachung mit dem neuen Chief of Staff, Douglas MacArthur, über die Zuständigkeiten bei der Küstenverteidigung. Das Air Corps übernahm danach die Verantwortung über die Verteidigung außerhalb der Reichweite der Küstengeschütze, was vorher Aufgabe der Navy war. Auch wenn die Navy der Aussage von Adm. Pratt, nach seiner Pensionierung 1934, widersprach, hielt sich das Air Corps an seine Aufgabe und baute sich langsam eine Basis für die Entwicklung von Langstreckenbombern auf, sowie eine neue Doktrin bezüglich ihrer Verwendung.
Einen weiteren Anstoß in Richtung unabhängiger Luftwaffe gab die Formulierung von Theorien bezüglich der strategischen Bombardements. Diese, auch Langstreckenbombardements genannten Angriffe, sollten die Industrie und das Kriegsführungspotential einer feindlichen Nation zerstören, wozu jedoch nur eine unabhängige Streitkraft die Möglichkeit hätte. Trotz der, so aufgefassten, „Behinderungen“ von Seiten des Kriegsministeriums (vor allem in Form von Geldknappheit) machte das Air Corps in den 1930er Jahren große Schritte. Eine neue Doktrin, welche Präzisionsbombardements auf industrielle Ziele von Seiten bewaffneter Langstreckenflugzeuge hervorhob, beflügelte diese.
Diese Doktrin kam wegen mehrerer Faktoren zustande. Die Air Corps Tactical School zog im Juli 1931 nach Maxwell Field, Alabama, wo es einen 36-Wochen-Kurs für Offiziere anbot, der auch militärische Luftfahrtstheorie beinhaltete. Bei Entwicklung und Verbreitung der Doktrin im Air Corps übte vor allem die Bombardement-Sektion, unter Leitung von Major Harold L. George, großen Einfluss aus. Neun der Instrukteure erhielten auch außerhalb des Corps, als sogenannte „Bomber Mafia“, Bekanntheit. Acht von ihnen (auch George) würden später im Zweiten Weltkrieg Generäle werden. Im Gegenzug verloren die Verfolgungstaktiker, allen voran Capt. Claire Lee Chennault, Leiter der Verfolgungssektion der Schule, an Einfluss. Dies geschah nicht zuletzt wegen sich wiederholender Fehler in der Verfolgungsluftfahrt. Die Doktrin, welche für das Bestreben des Air Corps nach Autonomie vom Generalstab stand, führte letztendlich zu einer weiteren Unterordnung des Luftwaffenarmes, indem man seine Aufgaben weiterhin auf die Unterstützung der Bodentruppen und die Verteidigung des Staatsgebietes der Vereinigten Staaten beschränkte.

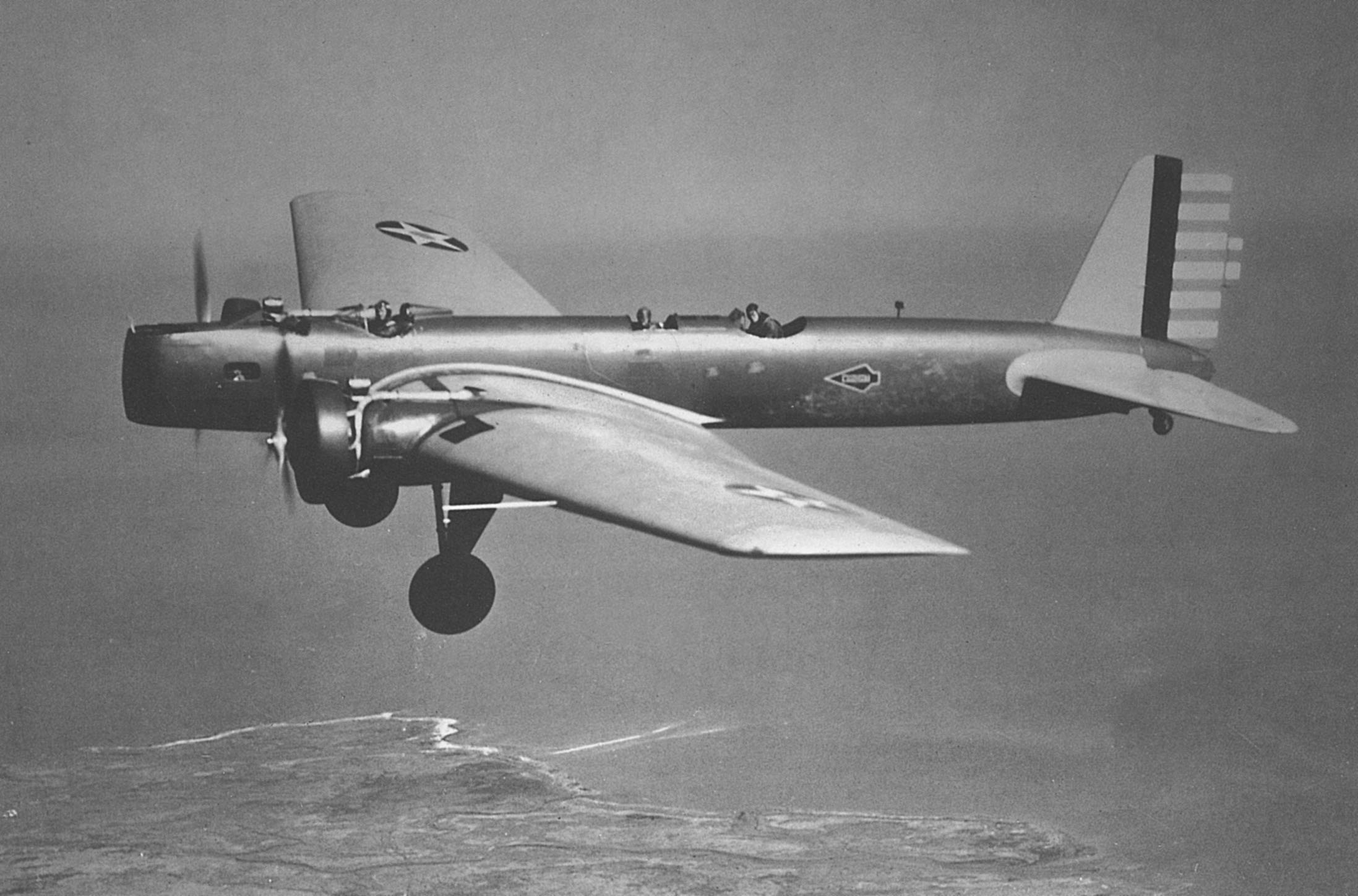
Ein Boeing-Y1B-9-Bomber bei einem Testflug 1932. Die Maschine war zu diesem Zeitpunkt schneller als jedes damals existierende Jagdflugzeug.

Die neuen Entwicklungen in der Bombertechnologie bewirkten, dass Bomber existierenden Jägern in Schnelligkeit und Höhe den Rang abliefen. 1932 und 1933 war es in solchen Manövern für die Jäger unmöglich, schnell genug in die nötigen Höhen zu steigen, um Y1B-9- und B-10-Prototypen anzugreifen. Dieser Umstand veranlasste Brig. Gen. Oscar Westover letztendlich dazu, die Jäger ganz abzuschaffen.
Die Hegemonie der Bomber innerhalb des Air Corps wurde vor allem durch die erfolgreiche Entwicklung des Martin B-10 und den 1935 folgenden Bestellungen von über 150 Stück (einschließlich der B-12 Variante) verfestigt. Der B-10 besaß Eigenschaften, welche im folgenden Jahrzehnt zum aktuellen Stand der Technik wurden: ein komplett aus Metall bestehender Eindecker, verschlossene Cockpits, rotierende Geschütztürme, ein ausfahrbares Fahrwerk, ein interner Bombenschacht und eine Motorenvollverkleidung.
Dank des Erfolgs der Bomber wurde 1934 eine Realisierbarkeitsstudie für einen 35 Tonnen schweren, mit vier Motoren ausgestatteten Bomber (den Boeing XB-15) durchgeführt. Dies führte, trotz der Kampfuntauglichkeit wegen zu großer Motoren, zur Entwicklung des Model 299, welches später die Boeing B-17 „Flying Fortress“ wurde und seinen Jungfernflug im Juli 1935 hatte. Im Juni 1936 forderte das Air Corps elf B-15- und 50 B-17-Bomber zur Unterstützung der heimischen Verteidigungskräfte in Hawaii, Alaska und Panama an. Diese Anfrage wurde mit der Begründung abgelehnt, dass es keinen strategischen Nutzen für Flugzeuge mit solchen Einsatzmöglichkeiten gäbe.
Die Army und Navy waren sich beide über die Unabhängigkeitsbestrebungen des Air Corps im Klaren – und einigten sich darauf diesen entgegenzustreben. Am 11. September 1935 verkündete der Gesamt-Vorstand (Joint Board), in Geheiß der Navy und unter Mitwirkung von Gen. MacArthur, ein „Joint Action Statement“, welches noch einmal die limitierte Rolle des Air Corps bezüglich der Unterstützung der Bodentruppen und all ihren Aufgaben, einschließlich der Küstenverteidigung, unterstrich. Der Erlass sollte ein emporstrebendes Air Corps auf seinen Platz zurückweisen. Indessen wurde die Nachricht von Bomber-Befürwortern so aufgefasst, dass das Air Corps befähigt wäre, Langstreckenaufklärung durchzuführen, sich nähernde Flotten anzugreifen, entfernte Basen zu unterstützen und gegnerische Luftstützpunkte anzugreifen, alles im Sinne der Abwehr eines Luftangriffes auf Amerika. Die fehlende Kooperation bei der Küstenverteidigung, welche vom Erlass des Joint Boards noch gefördert wurde, setzte sich weiter fort und gipfelte letztendlich im japanischen Angriff auf Pearl Harbor.
1937 entschied das Kriegsministerium, welche die Anschaffungen von B-17 Bombern möglichst verhindern wollte, dass in den Jahren 1939 und 1940 nur zweimotorige, mittelschwere Bomber produziert werden sollten. Mit dieser Entscheidung wurden auch die Mittel für die Entwicklung eines extremen Langstreckenbombers (very long range bomber) verweigert. Auch das Programm für Langstreckenbomber wurde, in Zusammenarbeit mit der Navy, im Juni 1938 durch eine Verordnung des Joint Boards gestoppt. Die Begründung war, dass man in künftigen Konflikten keinen Nutzen für solche Maschinen sähe. Da dies aber nicht nur den damaligen technologischen Trends, sondern auch der geopolitischen Realität des sich nähernden Krieges widersprach, wurde die Verordnung nach einem Jahr wieder aufgehoben.
Zwischen 1930 und 1938 erlangte das Air Corps den Auftrag zur Küstenverteidigung, welche sowohl die Schaffung einer schlagkräftigen Einsatztruppe, sowie die Entwicklung von viermotorigen Bombern rechtfertigte. Gleichzeitig warb man für eine andere Mission – den strategischen Bombardements – mit der sich überzeugend für die Unabhängigkeit von der Army diskutieren ließ.

## General Headquarters Air Force
Der nächste große Schritt in Richtung separater Air Force geschah am 1. März 1935 mit der Gründung einer zentralisierten, einsatzfähigen Luftstreitkraft unter dem Kommando eines Piloten und dem Chief of Staff of the Army als Befehlsebene. Dieser General Headquarters (GHQ) Air Force genannte Kommandoapparat war bereits seit 1924 von der Army als untergeordnetes Element eines Army General Headquarters geplant, welches im Kriegsfall die Befehlsgewalt über alle Armeeeinheiten hätte. In der Erwartung einer militärischen Intervention in Kuba 1933, wurde es bereits am 1. Oktober 1924 gegründet, aber nicht besetzt.
Nach den Befunden des Baker-Gremiums, welches nach dem Aufkommen des Air Mail Scandals eingesetzt wurde, erhielt das GHQ Air Force den Status einer permanenten, in Friedenszeiten operierenden, taktischen Organisation. Diese sollte zum einen den Druck in Richtung einer separaten Luftwaffe verstärken sowie die neu entstehenden Möglichkeiten in der Flugtechnik ausschöpfen. In Abwesenheit eines General Headquarters (zum Beispiel in Friedenszeiten), berichtete das GHQ Air Force dem Generalstab.
Im Bereich der Vereinigten Staaten entzog das GHQ Air Force den Gebietskommandanten des Corps die Kontrolle aller Luftkampfeinheiten, welche sie seit 1920 innehatten, und organisierte sie in eine operative, schlagkräftige Truppe mit drei Geschwadern um. Administrativ wurde das Corps in vier geografische Bereiche unterteilt, welche später auch die ersten vier nummerierten Teile der Air Force werden sollten. Der Generalstab fasste diese Kreation als Verringerung der Autonomie des Air Corps auf. Dennoch war das GHQ Air Force, zusammen mit dem Air Corps, eine „koordinierende Komponente“, und nicht Objekt seiner Kontrolle. Trotzdem waren all seine Mitglieder (die des GHQ AF) Teil des Air Corps. Dieser duale Status, sowie die Teilung der Autorität, würde das Air Corps in den nächsten sechs Jahren eher behindern, genauso wie es dies beim Air Service während des Ersten Weltkriegs tat. Diese Hürde wurde erst überwunden, als der Zweite Weltkrieg immer näher rückte und damit auch die Notwendigkeit einer expandierenden Luftwaffe.
Im Vergleich zur europäischen Luftwaffe blieb die Größe des GHQ Air Force überschaulich. Am ersten Tag seiner Existenz bestand es aus 60 Bombern, 42 Schlachtflugzeugen, 146 Jagdflugzeugen und 24 Transportflugzeugen. Die Befehlshierarchie war auch alles andere als klar, da das GHQAF das Kommando nur über Luftkampfeinheiten innerhalb der USA innehatte und das Air Corps für Training, Entwicklung, Doktrin und Nachschub verantwortlich war. Gleichzeitig waren aber noch die Gebietskommandanten der Bodentruppe für ihre Einrichtungen und das jeweilige Personal zuständig. Zu diesen Schwierigkeiten kam hinzu, dass sich
die Befehlshaber des GHQ Air Force und des Air Corps, Major General Frank Maxwell Andrews und Oscar Westover, einen philosophischen Streit über die Richtung des Luftwaffenarmes lieferten. Andrews war mehr für die Autonomie, während Westover die Unterordnung in der Befehlskette der Army betonte. Auch wollte man das strategische Bombardement zur Hauptaufgabe der Luftwaffe machen, jedoch konnte man sich nur einige wenige Modelle des neuen, viermotorigen B-17 Flying Fortress leisten, so dass man bis 1938 nur 13 Stück erwerben konnte und Anfragen über weitere Maschinen abgelehnt wurden.

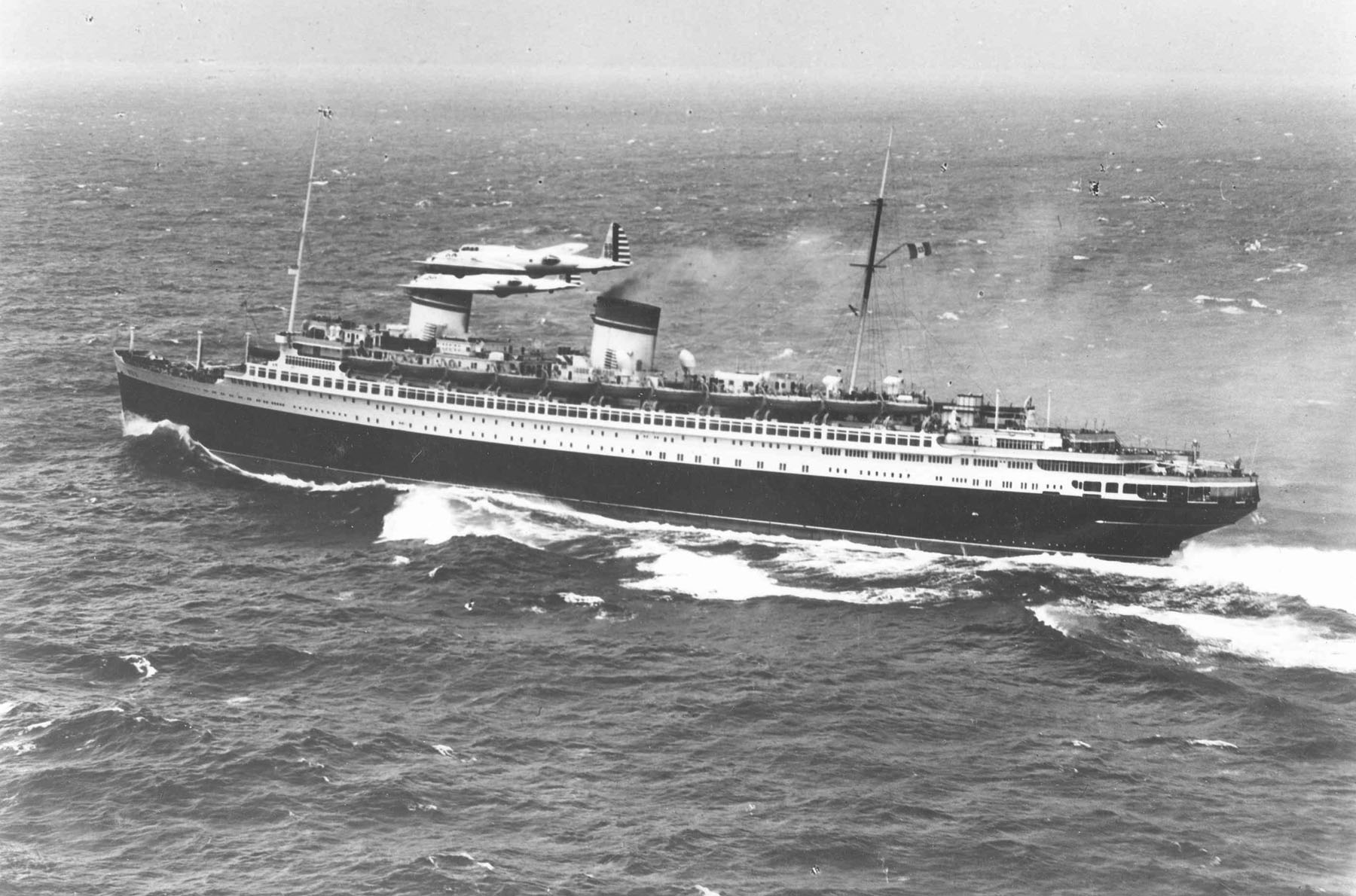
Aufnahme der italienischen Rex während des Zwischenfalls mit den B-17s. Der Navigator der Mission war 1st Lt. Curtis LeMay.

Im Januar 1936 unterschrieb das Army Air Corps einen Vertrag mit Boeing über 13 Y1b-17 Prototypen. Dies war genug für eine, für operative Test zuständige Staffel, sowie ein weiteres Flugzeug für Belastungsproben, welche von Januar bis August 1937 durchgeführt wurden. Die Kosten der Flugzeuge beschäftigten neben Army Secretary Harry Hines Woodring, welcher Anfragen für weitere Käufe ablehnte, auch Army Chief of Staff Malin Craig, der 1938 Pläne für die Anschaffung von fünf Staffeln B-17's (67 Flugzeuge) über Restbeträge scheitern ließ. Der Feindseligkeit der Navy war das Air Corps am 12. Mai 1938 ausgesetzt, als diese das Abfangen des italienischen Liniendampfers Rex öffentlich machte. Der Dampfer wurde etwa 980 km vor der Küste New York Citys von drei B-17s aufgehalten. Infolgedessen verhängte Craig eine 100-Meilen-Beschränkung (160 km) für alle küstenfernen Flüge. Weiterhin wurde ein Joint-Bericht veröffentlicht, welcher noch einmal die Aufgabe des Air Corps als Unterstützung für die Bodentruppen und der Navy betonte.
Trotz der priorisierten Doktrin des strategischen Bombardements gab es auch Modernisierungen der taktischen Kampftruppen unter dem GHQ Air Force. An neuen Flugzeugtypen wurde 1936 die Northrop A-17 und die Douglas B-18, 1937 die Seversky P-35 und 1938 die Curtiss P-36 eingeführt. Jedoch galten diese Modelle bereits bei ihrer Einführung als technisch überholt, weshalb weiterhin an der Entwicklung von modernen Flugzeugen gearbeitet wurde. Bis zum Oktober 1940, also nach über einem Jahr im Krieg, wurde jedes einmotorige, kolbenmotorgetriebene Flugzeug des Air Corps in der Luft getestet, mit Ausnahme der P-47. Trotz der enormen Aufgaben des Air Corps und der vorrangigen Doktrin des strategischen Bombardements, führte erst der Verlust von mehreren Bombern zur Weiterentwicklung des Langstreckenpotentials der Flugzeuge.

### Probleme bei der Auftragserteilung
Bis zum Ende 1940 wollte man das Air Corps in seiner Größe von 15 auf 30 Gruppen verdoppeln. Diese Erweiterung sollte Gen. Arnold, auf eine im Januar 1939 von Präsident D. Roosevelt gegebene Anweisung hin, überwachen und leiten. Die Separation der Gefechtsorganisation (GHQ Air Force) von der logistischen Organisation (Air Corps) verursachte schwere Koordinationsprobleme. Als im März 1939 Gen. Delos C. Emmons Gen. Andrews als Kommandeur des GHQ Air Force ablöste, kam Andrews die Aufgabe zu, die taktischen Kräfte zu „überwachen“, ohne, dass jedoch die Teilung komplett beseitigt wurde. Am 5. Oktober 1940 machte Andrews einen Vorschlag zur Bildung eines Luftwaffenstabes, welcher den Luftwaffenarm unter einem Kommandeur vereinen und ihm damit Autonomie von der Boden- und Unterstützungstruppe geben sollte. Dieser Plan, welcher erst im März 1942 umgesetzt werden sollte, wurde an den Chief of Staff George C. Marshall weitergereicht und stieß letztendlich beim Generalstab in allen Punkten auf Ablehnung.
Aufgrund einer von Marshall herausgegebenen Direktive wurden beide Organisationen am 19. November 1940 wieder voneinander abgespalten. Nach über fünf Jahren der Gründung des GHQ Air Force wurde das GHQ Army eingeschaltet, nun mit Befehlsgewalt über das GHQ AF. Logistik und Training blieben unter der direkten Kontrolle der Chief of Staffs, die Flugfelder unter der der Corps-Kommandeure. Dennoch trat Gen. Arnold am 11. November 1940 dem Generalstab mit der Position des „Deputy Chief of Staff for Air“ bei. In dieser hatte er die Möglichkeit beide Sektionen des Luftwaffenarmes zu koordinieren, bis die organisatorischen Probleme gelöst waren. In seiner Abwesenheit beschrieb Maj. Gen. George Brett seinen Plan als „desaströs in Kriegszeiten“.
Die Probleme in der Auftragserteilung wurden mit der Untergliederung des GHQ Air Force in das GHQ Army nur noch verschlimmert. General Emmos wurde zum Generalleutnant befördert, um ihm auf die gleiche Stufe mit den Kommandeuren der Feldarmeen zu stellen, welche ebenfalls vom GHQ Army kontrolliert wurde. Dies zwang ihn unter einem Untergebenen zu handeln und diesem zu berichten, da Arnold und Brett beides Generalmajore waren. Am 20. Juni 1941 wurde die Army Regulation 95-5 vom Kriegsministerium aufgehoben und damit das Ende der internen Teilung beschlossen. Daraufhin wurde die United States Army Air Forces gegründet, welche das Air Corps und das GHQ Air Force als zentrale Bestandteile innehatte, sowie einen autorisierten Luftwaffenstab, der für Planung und Ausführung der Expansion des Luftwaffenarmes verantwortlich war. Arnold wurde daraufhin Leiter der Army Air Forces.
Während des Zweiten Weltkriegs wechselte die Rolle des Air Corps erneut. Mit dem vom Kriegsministerium am 20. Juni 1941 ausgegebenen Rundbrief 59 wurde das Air Corps der USAAF als Gefechtsarm untergeordnet und das Büro des Chief of the Air Corps abgeschafft. Am 26. Juli 1947 wurde dann, im Zuge des National Security Act von 1947 (61 Stat. 502), das Army Air Corps vom Kongress aufgelöst.
Dennoch blieben die meisten Mitglieder der Army Air Forces auch Mitglieder des Army Air Corps. Im Mai 1945 standen 88 % der in der Air Force dienenden Offiziere auch im Dienste des Air Corps.

## Modernisierung und Expansion

### Neue Flugzeuge
Während seiner 15-jährigen Geschichte testete das Air Corps eine Vielzahl an Verfolger-, Aufklärungs- und Bomber-Flugzeugen. In den mittleren bis späten 1930er Jahren führte das Aufkommen von vollmetallenen Eindeckern, geschlossenen Cockpits, einziehbaren Fahrwerken, geschlossenen Bombenschächten, sowie der Entstehung einer Doktrin hin zum strategischen Bombardement, zur Entwicklung vieler Flugzeugmodelle, die auch noch zu Beginn des Zweiten Weltkriegs Verwendung fanden. Vor allem Sauerstoff- und Druckausgleichssysteme, Motorauflader (welche essentiell für Gefechte in großer Höhe waren), verbesserte Radio-Kommunikationssysteme, wie etwa Ultrakurzwellenradios und das Norden-Bombenzielgerät gehörten zu den damaligen Schlüsseltechnologien in der militärischen Luftfahrt.
Als weitere Konsequenz des Air Mail Skandals überprüfte das Baker Gremium die Leistung der Air Corps-Flugzeuge. Man stellte fest, dass zivile Flugzeuge um einiges besser als die Maschinen waren, die einzig und allein für das Air Corps entwickelt wurden. Den Empfehlungen des Gremiums folgend, kaufte und testete das Air Corps die XC-32-Version der Douglas DC-2, welche umgehend das fliegende Hauptquartier von Gen. Andrews wurde. Infolgedessen wurden 17 Flugzeuge des Typs bestellt, um die erste operative Transporteinheit aufzubauen, die 10. Transport-Gruppe, welche im Juni 1937 auf der Wright-Patterson Air Force Base in Ohio ins Leben gerufen wurde. 1939, als das Air Corps die Wichtigkeit des modernen Lufttransports erkannte, kaufte man 35 DC-2/DC-3-Hybriden, welcher, als C-39 bezeichnet, der Vorläufer der zehntausendfach produzierten und im Zweiten Weltkrieg eingesetzten C-47 Skytrain war.
Die Entwicklung bei den Jagdflugzeugen in den späten 1930ern und frühen 1940er Jahren zeichnete sich vor allem durch die P-39 Airacobra (Jungfernflug April 1938), P-40 Tomahawk (Oktober 1938), P-38 Lightning (Januar 1939), P-51 Mustang (Oktober 1940) und P-47 Thunderbolt (Mai 1941) aus. Entwickelte Bomber in dieser Periode waren die A-20 Havoc (Jungfernflug Oktober 1938), B-25 Mitchell (Januar 1939), B-24 Liberator (Dezember 1939) und B-26 Marauder (November 1940). Außer der B-24, P-47 und P-51 wurden all diese Flugzeuge vor dem Juni 1941 ausgeliefert. In dieser Zeit begann auch die Entwicklung von drei weiteren Langstreckenbombern, auch wenn vor dem Zweiten Weltkrieg von ihnen nur Attrappen hergestellt wurden: die B-29 Superfortress (deren Entwicklung 1938 begann), B-23 Dominator (Juni 1940) und B-36 Peacemaker (April 1941).

### Die Expansion des Air Corps
In einer Sondermitteilung am 12. Januar 1939 riet Präsident Roosevelt dem Kongress, dass mit der Gefahr eines neuen Krieges die Empfehlungen des Baker Gremiums unzureichend für die Verteidigung Amerikas seien. Gleichzeitig beantragte er die Genehmigung einer Truppenaufstockung des Air Corps auf 6.000 Flugzeuge. Am 3. April 1939 bewilligte der Kongress 300 Millionen US$, wovon die Hälfte für eine Aufstockung der Flugzeuge von 2.500 auf 5.500 Maschinen und die andere Hälfte für neues Personal, Trainingseinrichtungen und Stützpunkte verwendet werden sollte. Im Juni empfahl die Kilmer Kommission die Anschaffung von verschiedenen Bombertypen, mit denen taktische Reichweiten von 3.000 und 2.000 Meilen (ca. 3220 und 4830 km) erreicht werden konnten. Chief of Staff Gen. Craig, welcher lange Zeit die Ambitionen des Air Corps behinderte, stand kurz vor dem Ruhestand und der Generalstab änderte seine Meinung bezüglich der Notwendigkeiten, beendete das Moratorium der Bomberproduktion und ebnete den Weg für die Entwicklung der B-29.
Im Winter 1938/39 holte sich Gen. Arnold eine Gruppe erfahrener Offiziere in sein Hauptquartier, welche als inoffizielles Personal bis zum Juni 1941 einen Plan zur Vergrößerung der Truppe auf 50.000 Mann entwickeln sollten. Das Expansionsprogramm des Air Corps war von einer wiederholten Erhöhung der Ziele bezüglich der Zahl an Kampfeinheiten, Flugzeugproduktion, Ausbildung neuen Personals und Errichtung neuer Stützpunkte geprägt. Neue Kampfeinheiten wurden durch das Abziehen von alten Kadern aus bereits existierender Gruppen gebildet, welche als Kern der neuen Einheiten fungierten. Diese älteren Gruppen bildeten so die Basis für durchschnittlich drei neue Gruppen.
Für das anfängliche 25-Gruppen Programm (25-Group Program) der Luftverteidigung der Hemisphäre, welches im April 1939 entwickelt wurde, benötigte man 50.000 Soldaten. Mit dem Beginn des Westfeldzugs im Mai 1940 folgte dann das 54-Gruppen Programm, welches jedoch, aufgrund von Finanzierungsproblemen, dadurch das 41-Gruppen Programm ersetzt wurde. Im März 1941 begann man dann mit der Umsetzung des 84-Gruppen Programms, einschließlich eines Ziels von 400.000 Männern bis 1942, welches aber nicht vor dem 23. Oktober 1941 angekündigt wurde.
Als im September 1939 der Krieg ausbrach, war man mit der Erfüllung des (Personal-)Plans nur zur Hälfte fertig, jedoch waren nur 800 an der Front einsetzbare Flugzeuge vorhanden. Das Air Corps hatte 17 große Einrichtungen, vier Depots und die meisten seiner 76 Flugfelder waren neben zivilen Flughäfen zu finden oder kleinere Flugfelder auf Army Stützpunkten. Die Beschleunigung des Expansionsprogramms führte bis Ende 1940 dazu, dass das Air Corps über 156 Flugfelder und fast 100.000 Soldaten verfügte. Weiterhin wurden Verträge mit 20 zivilen Flugschulen und acht technischen Übungsschulen geschlossen, um zusätzliches Training anzubieten. Am 10. August 1940 sicherte Pan American World Airways zu, den Rekruten in Coral Gables, Florida, Navigations- und meteorologisches Training anzubieten, bis dafür Militärschulen eingerichtet werden würden.
Zu dieser Zeit hatte die öffentliche Unterstützung für die Militärluftfahrt noch nie da gewesenen Höhen erreicht. Dennoch entschied sich Gen. Arnold dagegen, die Situation zu nutzen und die Unabhängigkeit von der Army voranzutreiben. Auch wenn ihm der U.S. Army Chief of Staff General George C. Marshall freie Hand ließ, ging Arnold davon aus, dass es, im Zuge dieser wichtigen Aufstockung des Corps, „ein schwerer Fehler wäre, die bestehende Aufstellung zu ändern“.

## Organisation

### Army Air Corps, 1. März 1935
Quelle: Maurer Maurer, Air Force Combat Units of World War II

#### General Headquarters Air Force

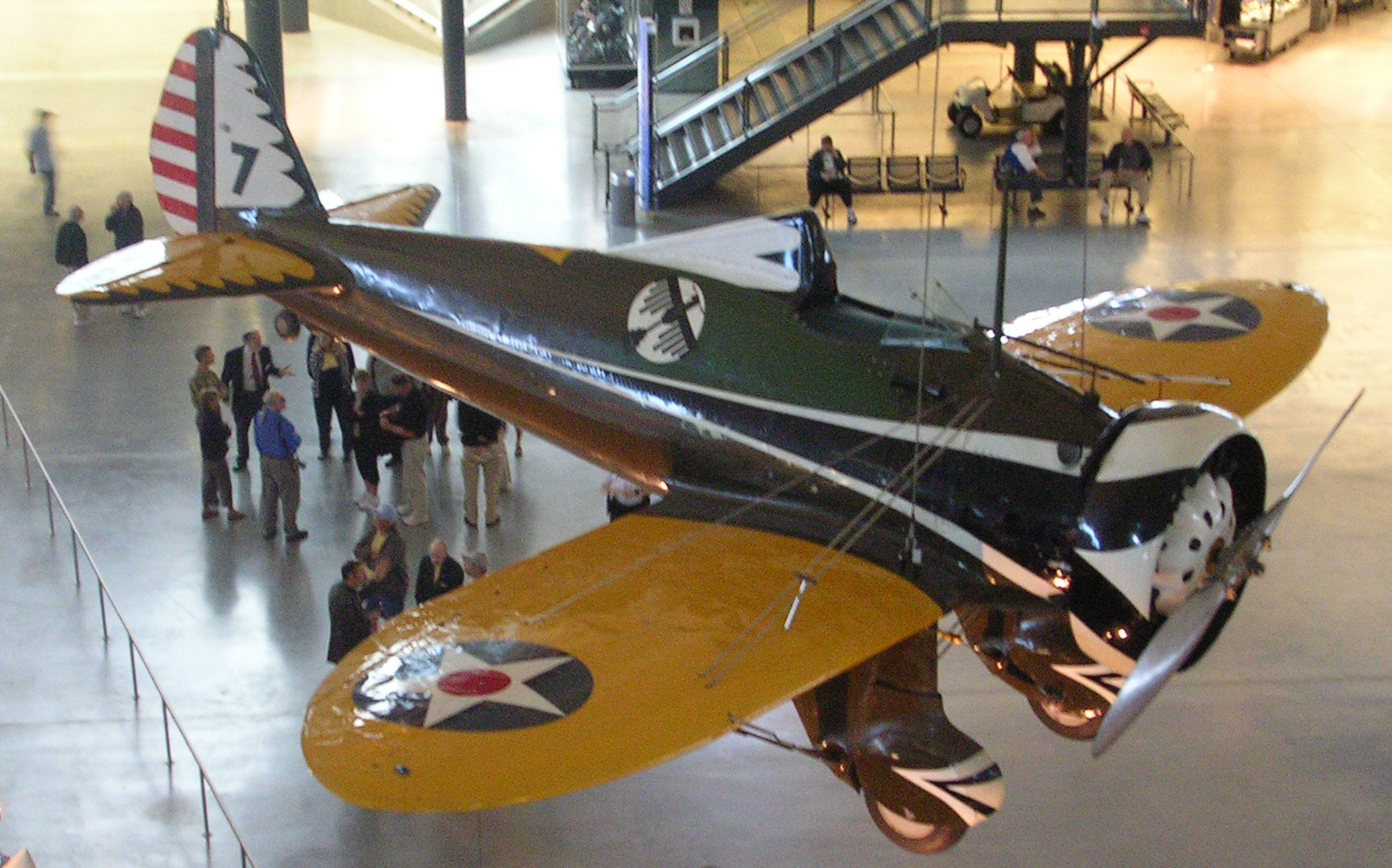
Eine P-26A der 34. Jagdstaffel, 1934–1936

(Maj. Gen. Frank Maxwell Andrews, Langley Field, Virginia)
1. Geschwader (1st Wing) (Brig. Gen. Henry H. Arnold, March Field, Kalifornien)
7. Bombergruppe (7th Bombardment Group), Hamilton Field, Kalifornien
9., 11. und 31. Bomberstaffel (Bombardment Squadrons)
17. Angriffs Gruppe (17th Attack Group), March Field, Kalifornien
34., 73. und 95. Angriffs-Staffel (Attack Squadrons)
19. Bombergruppe, March Field, Kalifornien
23., 30., 32. und 72. Bomberstaffel (die 23. und 72. BS war in Hawaii stationiert)
2. Geschwader (Brig. Gen. H. Conger Pratt, Langley Field, Virginia)
1. Jagdgruppe (1st Pursuit Group), Selfridge Field, Michigan
17., 27. und 94. Jagdstaffel (Pursuit Squadrons)
2. Bombergruppe, Flangley Field, Virginia
20., 49., 54. und 96. Bomberstaffel (die 54. BS war Teil der Air Corps Tactical School)
8. Jagdgruppe (8th Pursuit Group), Langley Field, Virginia
33.,35. und 36. Jagdstaffel (zusätzlich die 37. Jagdstaffel)
9. Bombergruppe, Mitchel Field, New York
1., 5., 14. und 99. Bomberstaffel
37. Angriff-Staffel (zusätzlich die 8. Jagdstaffel)
3. Geschwader (Col. Gerald C. Brant, Barksdale Field, Louisiana)
3. Angriffs-Gruppe, Barksdale Field, Louisiana
8., 13. und 19. Angriffs-Staffel
20. Jagdgruppe, Barksdale Field, Louisiana
55., 77. und 79. Jagdstaffel
21. Luftschiff-Gruppe (21st Airship Group), Scott Field, Illinois
9. Luftschiff-Staffel, Scott Field
19. Luftschiff-Staffel, Langley Field

#### Andere Einheiten
Advanced Flying School, Kelly Field, Texas
40. Angriffs-, 42. Bomber- und 43. Jagdstaffel
39. Schul-Staffel (39th School Squadron)
Air Corps Technical School, Chanute Field, Illinois
48. Jagdstaffel
Air Corps Tactical School (Col. John F. Curry, Maxwell Field, Alabama)
54. Bomber- und 86. Aufklärungsstaffel
Rockwell Air Depot, Rockwell Field, Kalifornien
4. Transport-Staffel (ab 8. Juli 1935)
Zweites Corps-Gebiet, US Army, Mitchel Field, New York
97. Aufklärungsstaffel (97th Observation Squadron)
Sechstes Corps-Gebiet, US Army, Scott Field, Illinois
15. Aufklärungsstaffel (hinzugefügt)
Achtes Corps-Gebiet, US Army, Fort Sam Houston, Texas
12. Aufklärungsgruppe, Brooks Field, Texas
12. Aufklärungsstaffel
22. Aufklärungsstaffel
88. Aufklärungsstaffel
Neuntes Corps-Gebiet, US Army, Crissy Field, Kalifornien
91. Aufklärungsstaffel

#### Einheiten in Übersee
18. Verbunds-Geschwader (18th Composite Wing)(Lt. Col. Delos Carleton Emmons, Fort Shafter, Hawaii)
5. Verbunds-Gruppe (5th Composite Group), Luke Field, Hawaii
26. Angriffs-, 40. und 50. Aufklärungsstaffel (zusätzlich 23. und 72. Bomberstaffel)
18. Jagdgruppe, Wheeler Field, Hawaii
6. und 19. Jagdstaffel
19. Verbunds-Geschwader Lt. Col. William C. McCord, Albrook Field, Panamakanalzone
6. Verbunds-Gruppe, Albrook Field, Kanalzone
25. Bomber-, 7. und 44. Aufklärungsstaffel
16. Jagdgruppe, Albrook Field, Kanalzone
24., 29., 74. und 78. Jagdstaffel
4. Verbunds-Gruppe, Clark Field, Luzon
2. Aufklärungs-, 3. Jagd- und 28. Bomberstaffel

### Jährliche Stärke

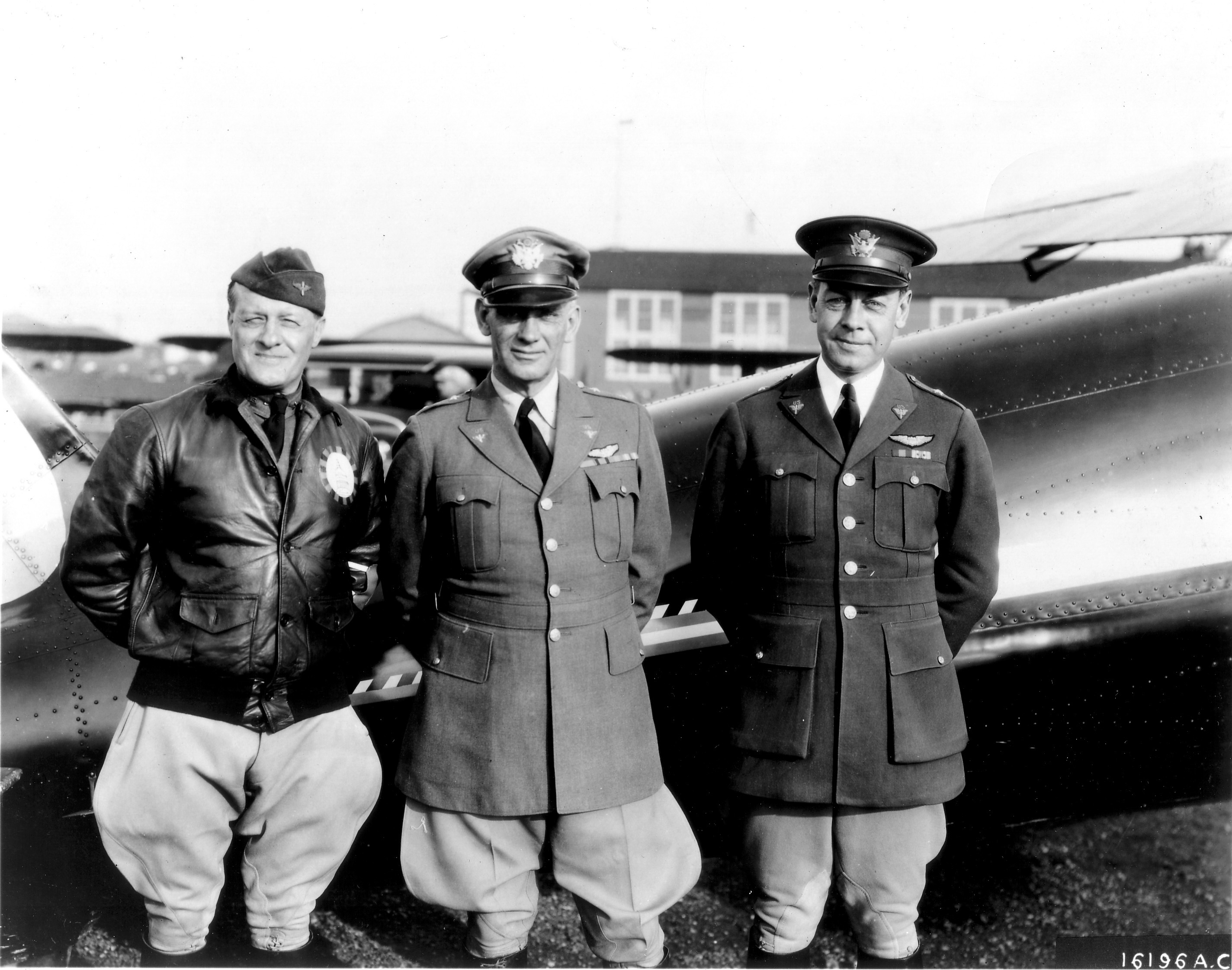
Die Generäle Benjamin D. Foulois, James Fechet und H. Conger Pratt. (von links nach rechts)

Gemessen am 30. Juni jeden Jahres:
| Jahr | Stärke |      | Jahr   | Stärke |         | Jahr | Stärke |
| ---- | ------ | ---- | ------ | ------ | ------- | ---- | ------ |
| 1927 | 9.979  |      | 1932   | 14.650 |         | 1937 | 18.572 |
| 1928 | 10.518 | 1933 | 14.817 | 1938   | 20.196  |      |        |
| 1929 | 12.080 | 1934 | 15.621 | 1939   | 22.387  |      |        |
| 1930 | 13.305 | 1935 | 15.945 | 1940   | 51.185  |      |        |
| 1931 | 14.485 | 1936 | 16.863 | 1941   | 152.125 |      |        |

### Die Leiter des Air Corps
- Maj. Gen. Mason Patrick, 2. Juli 1926–13. Dezember 1927
- Maj. Gen. James Fechet, 14. Dezember 1927–19. Dezember 1931
- Maj. Gen. Benjamin Foulois, 20. Dezember 1931–21. Dezember 1935
- Maj. Gen. Oscar Westover, 22. Dezember 1935–21. September 1935
- Maj. Gen. Henry H. Arnold, 29. September 1938–20. Juni 1941
- Maj. Gen. George Brett, 20. Juni 1941–9. März 1942